# Naurus flag
Den hvide stjerne under den gule linje på Naurus flag symboliserer Naurus geografiske position lige syd for ækvator. De tolv spidser på stjernen symboliserer Naurus tolv urstammer.